# مارثا بنجامين
مارثا بنجامين هي متزلجة على الجليد ‏ كندية، ولدت في 1935 م.